# Myrmecoptinus dohertyi
Myrmecoptinus dohertyi là một loài bọ cánh cứng trong họ Ptinidae. Loài này được Pic miêu tả khoa học năm 1910.